# Spelaeochthonius akiyoshiensis
Espèce
Synonymes
- Spelaeochthonius kobayashii akiyoshiensis Morikawa, 1956

Spelaeochthonius akiyoshiensis est une espèce de pseudoscorpions de la famille des Pseudotyrannochthoniidae.

## Distribution
Cette espèce est endémique de la préfecture de Yamaguchi au Japon. Elle se rencontre à Mine dans la grotte Tanuki-ana.

## Description
Le mâle holotype mesure 2,42 mm.

## Systématique et taxinomie
Cette espèce a été décrite sous le protonyme Spelaeochthonius kobayashii akiyoshiensis par Morikawa en 1956. Elle est considérée comme une sous-espèce d'Allochthonius kobayashii par Morikawa en 1960, elle suit son espèce dans le genre Pseudotyrannochthonius en 1967. Elle est élevée au rang d'espèce dans le genre Spelaeochthonius par You, Yoo, Harvey et Harms en 2022.

## Étymologie
Son nom d'espèce, composé de akiyoshi et du suffixe latin -ensis, « qui vit dans, qui habite », lui a été donné en référence au lieu de sa découverte, le plateau d'Akiyoshi.

## Publication originale
- Morikawa, 1956 : « Cave pseudoscorpions of Japan (I). » Memoirs of Ehime University, Sect. II, sér. B, vol. 2, p. 271-282.